# تنصيب دونالد ترامب الثاني
أقيم التنصيب الثاني لدونالد ترمب يوم الاثنين الموافق 20 يناير 2025 على الجبهة الغربية لمبنى الكونغرس الأمريكي في واشنطن العاصمة ليكون حفل التنصيب الرئاسي الستين. وعسى أن يؤدي المرشح الفائز بمنصب الرئيس دونالد ترمب في الانتخابات الرئاسية الأمريكية لعام 2024 اليمين الدستورية بصفته الرئيس السابع والأربعين في ذلك اليوم، وأن يؤدي المرشح الفائز بمنصب نائب الرئيس جي دي فانس اليمين الدستورية بصفته نائب الرئيس الخمسين.
قل الحفل السابق لتنصيب جو بايدن إلى حد كبير بسبب الأزمات غير العادية في مجالات السياسة والصحة العامة والاقتصاد والأمن القومي، بما في ذلك جائحة فيروس كورونا هجوم الكابيتول في 6 يناير.

## التخطيط

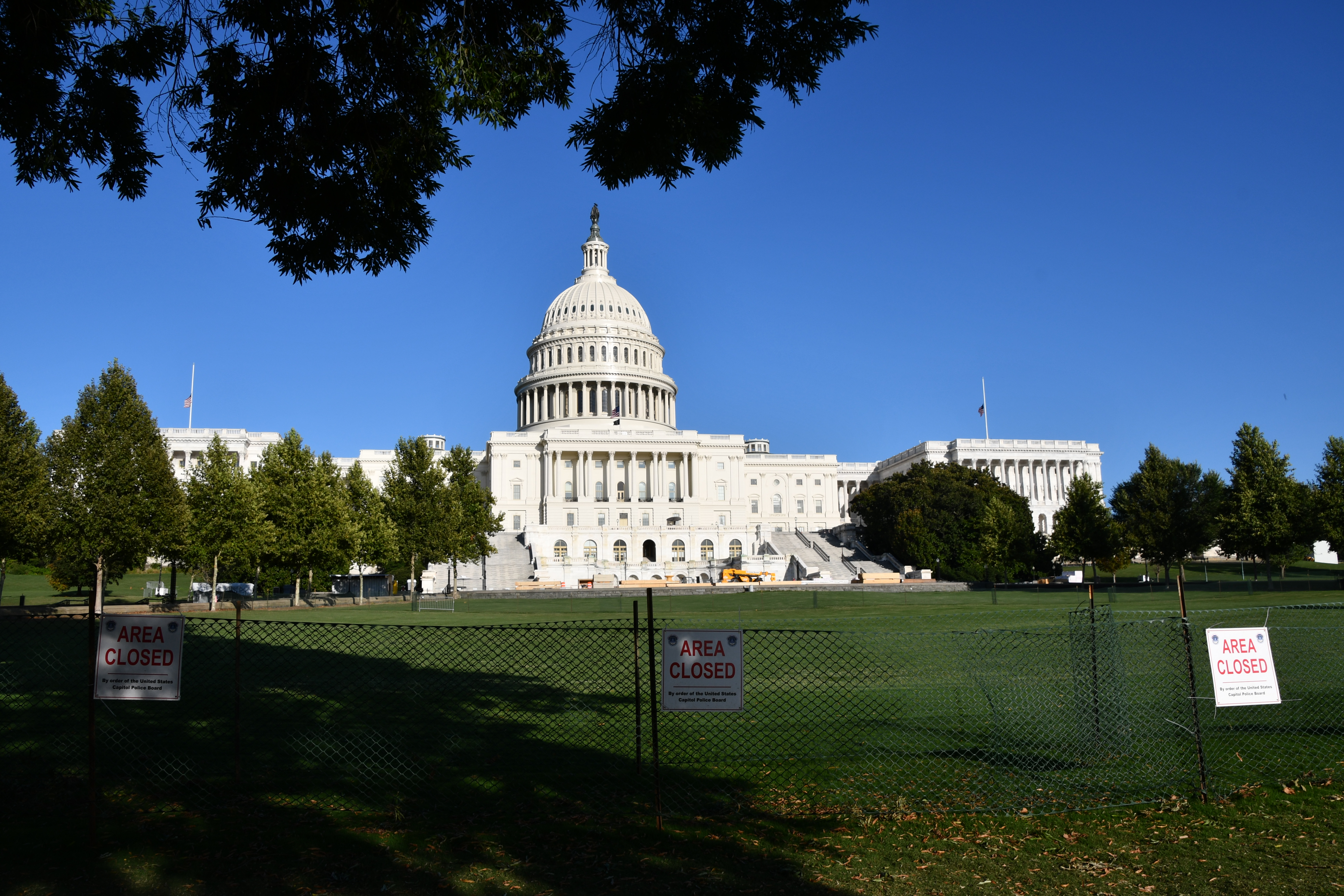
بدأ بناء المنصة الافتتاحية لعام 2021 في مبنى الكابيتول بالولايات المتحدة في سبتمبر 2020.

### لجنة الكونجرس المشتركة
في مايو 2024 عين مجلسا الكونغرس لجنة مشتركة للاحتفالات الافتتاحية للإشراف على بناء المنصة وغيرها من المباني التي ستكون ضرورية للحفل وللاحتفالات.
بدأ بناء المنصة الافتتاحية في سبتمبر 2024.

### قوات الأمن
ستشارك في التخطيط لحفل تنصيب رئيس الولايات المتحدة شرطة الكابيتول وشرطة العاصمة في مقاطعة كولومبيا وشرطة بارك.